# Ганс Таусен
Ганс Таусен (дан. Hans Tausen; бл. 1494, Біркенде, о. Фюн — 11 листопада 1561, Рібе) — один з головних поборників реформації в Данії.

## Біографія
Син селянина, юнаком вступив до монастиря Антворскоу і був відправлений за кордон для завершення своєї освіти. Познайомившись з вченням Лютера, Таусен так захопився ним, що перебрався в Віттенберг і став ревним прихильником нової доктрини. Викликаний пріором в Антворскоу, Таусен був поміщений у в'язницю. Через рік його відправили в монастир у Віборгу, пріор якого, вчений Педер Єнсен, дозволив Таусену проповідувати в монастирській церкві. Своїми проповідями Таусен скоро придбав величезну популярність. Коли розгніваний на нього ченці домоглися наказу єпископа про укладення Таусена під варту, городяни силою відстояли свого улюбленого проповідника.
У 1529 році король Фредерік I викликав Таусена в Копенгаген, де він також придбав гучну популярність. У 1530 році в Копенгагені був скликаний сейм для вирішення релігійних суперечок. Протягом перших дев'яти днів на сеймі в присутності короля і державної ради тримали мови католики. На десятий виступив Таусен з «символом віри протестантів», що містив 43 тези. Католики представили заперечення в 27 тезах, буяли натяжками і явними спотвореннями, і протестантам неважко було розбити всі заперечення пункт за пунктом. Крім того, протестанти представили справжній обвинувальний акт проти недбайливих слуг церкви — католицьких єпископів. Реформаційна партія, підтримувана королем, дворянством і бюргерами, здобула перемогу. Після смерті короля католики, однак, знову підняли голови. Таусен був присуджений католицькими єпископами до вигнання з Зеландії і позбавлення права проповідувати без особливого дозволу з боку місцевих єпископів. Завдяки гарячому захисту городян вирок над Таусеном не приведений у виконання.
У 1536 році справа реформації, енергійно підтримане королем Крістіаном III, остаточно перемогло в Данії і Таусен отримав повну свободу дії. У 1538 році він був призначений лектором богослов'я, а в 1542 році — єпископом Рібскої єпархії. У Виборзі йому споруджено пам'ятник.